# Vécse
Vécse (szlovákul: Vojčice) község Szlovákiában, a Kassai kerület Tőketerebesi járásában.

## Fekvése
Tőketerebestől 6 km-re északra, a Trnavka partján fekszik.

## Története
A régészeti leletek tanúsága szerint területén már a kőkorszakban éltek emberek. Határában, a Tábor nevű dűlőben a polgári kultúra kerámiái, szobrocskái, obszidián szerszámai kerültek elő.
A mai települést 1217-ben II. András oklevelében „Weyche” alakban említik először. Neve a szláv Vojtech személynévből származik. 1219-ben egy Kozma nevű nemes birtokát említik a faluban. 1284-ben említik Ivánka fia Ivánkát, mint vécsei nemest. 1376-ban „Veche” néven említik. 1380-ban Vécse a terebesi uradalomhoz tartozott. 1387-ben Luxemburgi Zsigmond és Mária királynő Perényi Péternek adta. 1430-ban „Wecze” néven szerepel a korabeli forrásokban. 1598-tól a Drugethek homonnai uradalmának része. 1601-ben 15 lakott és 13 lakatlan ház állt a településen. 1601 és 1678 között a terebesi uradalomhoz tartozott. 1663-ban pestisjárvány pusztított a községben. 1678-tól 1766-ig a terebesi pálosoké, majd a vallásalapé. A 18. század elejének kuruc háborúi során a falu kétharmada elpusztult, a kurucok és a császáriak is kifosztották. 1715-ben 20 lakatlan és 6 lakott háza volt. A 18. századtól postaállomás működött a községben. 1787-ben 65 házában 579 lakos élt. A 19. században a Csáky és Forgách családok tulajdonában találjuk. 1828-ban 98 háza és 783 lakosa volt. Lakói részt vettek az 1831. évi parasztfelkelésben, az ún. koleralázadásban.
Fényes Elek 1851-ben kiadott geográfiai szótárában így ír a faluról: „Vecse, Zemplén vármegyében, orosz-tót falu, Tőke-Terebeshez északra egy órányira: 202 romai, 490 gör. kath., 73 ref., 11 zsidó lak. Gör. kath. anyatemplom. Postahivatal, és váltás Szinnye, Velejte, és Nagy-Mihály közt. Szántófölde 942 hold. F. u. gr. Csáky.”
A 19. század végén és a 20. században az Andrássy család birtoka volt. 1871 és 1901 között sok lakója kivándorolt a tengerentúlra.
Borovszky Samu monográfiasorozatának Zemplén vármegyét tárgyaló része szerint: „Vécse, tapolyvölgyi tót kisközség, körjegyzőségi székhely, 217 házzal és 1191, nagyobbára gör. kath. vallású lakossal. Postája és távírója Gálszécs, vasúti megállóhelye a falu alatt van. Már 1219-ben Velche néven említtetik s ekkor velchei Kozma pristaldus (alabárdos) birtoka. 1378-ban Veche alio nom. Hidwég alakban szerepel s ekkor Konaki Mihályt, 1528-ban pedig Zerdahelyi Lászlót, 1562-ben Kasuhy Juliannát, Bogáthy Borbálát, Rákóczy Erzsébetet és Zsófiát és Némethy Sárát iktatják részeibe. 1598-ban Homonnai György a birtokosa. 1637-ben Homonnai Drugeth János kap rá kir. adományt. 1678-ban a terebesi pálosoké, 1766-ban a vallásalapé, de azután a gróf Forgáchok és a gróf Csákyak a földesurai. Most gróf Andrássy Gézának van itt nagyobb birtoka, egy régi nemesi kúriája és díszes vadászkastélya, mely utóbbit egy régi gróf Csáky-féle udvarházból alakíttatta át. Vécse már a mult század elején fontos postaállomás volt. E községtől vette nevét a Véchey család. 1663-ban a pestis, s 1831-ben a kolera s az ennek következtében keletkezett pórlázadás, s 1898-ban nagy tűzvész okozott sok kárt. Gör. kath. temploma 1790-ben épült.”
1920-ig Zemplén vármegye Gálszécsi járásához tartozott.

## Népessége
| Év:            | 1994. | 2004.   | 2014.   | 2024.   |
| -------------- | ----- | ------- | ------- | ------- |
| Emberek száma: | 1931  | 2074    | 2167    | 2253    |
| Eltérés:       |       | +7,40 % | +4,48 % | +3,96 % |

| Év:            | 2023. | 2024.   |
| -------------- | ----- | ------- |
| Emberek száma: | 2264  | 2253    |
| Eltérés:       |       | -0,48 % |

1910-ben 1244-en, többségében szlovák anyanyelvűek lakták, jelentős magyar kisebbséggel.
2001-ben 2021 lakosából 1954 szlovák és 55 cigány volt.
2011-ben 2200 lakosából 1973 szlovák és 178 cigány volt.
2021-ben 2139 lakosából 2019 szlovák, 69 cigány, 11 magyar (0,51%), 11 cseh, 5 ukrán, 2 orosz, 1 lengyel, 1 ruszin, 1 lengyel, 1 szerb, 4 egyéb, 15 ismeretlen nemzetiségű volt.

## Nevezetességei
- Görögkatolikus temploma 1868-ban épült.
- Itt született Putty Lia (1897-1931) magyar színésznő.